# Ajia Warwara (gmina)
Ajia Warwara (gr. Δήμος Αγίας Βαρβάρας, Dimos Ajias Warwaras) – gmina w Grecji, w administracji zdecentralizowanej Attyka, w regionie Attyka, w jednostce regionalnej Ateny-Sektor Zachodni. Siedzibą i jedyną miejscowością gminy jest Ajia Warwara. W 2011 roku liczyła 26 550 mieszkańców.